# Ротманн, Йоахим
Йоахим Йухль Ротманн (дат. Joachim Juhl Rothmann; род. 29 июня 2000, Греве, Роскилле) — датский футболист, нападающий клуба «Норшелланн» на правах аренды выступающий за «ХБ Кёге».

## Клубная карьера
Ротманн — воспитанник клуба «Норшелланн». 10 декабря 2018 года в матче против «Ольборга» он дебютировал в датской Суперлиге.